# Aethriamanta aethra
Aethriamanta aethra – gatunek ważki z rodziny ważkowatych (Libellulidae).